# フリクリ
『フリクリ』（FLCL）は、ガイナックス、Production I.Gにより製作された日本のOVAシリーズおよびメディアミックス。
本編であるOVAは全6巻（全6話）。その本編を補完した小説は全3巻、漫画単行本は全2巻とそれぞれ発売されている。また、本編が2005年にDVD-BOX化、漫画単行本が2007年に新装判、2012年に文庫版として再版された。2010年8月にBlu-Ray Boxが発売された。
続編が4シーズン制作されており、第2・第3シーズンの「オルタナ」・「プログレ」（各6話）は日本では劇場版として2018年に公開された。第4・第5シーズンの「グランジ」・「シューゲイズ」（各3話）は2023年にアメリカのアダルトスイムで放送されたが、2025年2月現在も日本では公開されていない。

## 概要
『フリクリ』は、2000年から2001年にかけて全6巻のOVAとしてリリースされた日本のアニメ作品である。『新世紀エヴァンゲリオン』の次作品である『彼氏彼女の事情』以降は、原作付のアニメ化しか制作していなかったガイナックスによる1年振りのオリジナル作品。また、『フリクリ』は『新世紀エヴァンゲリオン』で副監督を務めていた鶴巻和哉の初監督作品である。

一般的にビデオ・DVDのパッケージには作品解説・あらすじなどが記載されるものであるが、『フリクリ』のパッケージはそれらを徹底して排したデザインになっており、同様にテレビコマーシャルでも内容に関する言及は全く無かった。
本作品の大きな特徴として、非常に凝った演出が挙げられる。唐突に全く異なる絵柄に切り替わるシーンや、本編途中から数分間にわたり漫画雑誌風の画面構成で進行する回があるなど、随所に実験的ともいえる演出が盛り込まれている。またアクションシーンでのテンポの良いカット割り、デザインやアニメーションの質の高さなど、映像面での評価も高い。TSUTAYAの「映画監督が選ぶ良作」として岩井俊二監督他から評価を得ている。
その一方で本作品はOVAのみのリリースであったため、同じガイナックスが製作に携わった『新世紀エヴァンゲリオン』と比較すると日本国内での知名度は低い（ただしこれは『新世紀エヴァンゲリオン』が稀有な大ヒット作品である点を考慮する必要がある）。しかし日本国外の市場ではかなりの成功を収めており、特にアメリカなどでは人気・知名度共に高いアニメ作品の一つである。アメリカのアニメ専門チャンネル、カートゥーンネットワークでは、英語吹き替え版がシリーズ放送（2003年8月）され、その後も再放送されている。また、カナダのモントリオールで開催される国際映画祭、ファンタジア国際映画祭において2003年度アニメーション部門で銅賞を受賞している、また国内でも東京アニメアワード2002オリジナルビデオ部門奨励賞を受賞した。
『フリクリ』には挿入歌が多くあり、かつ印象的、効果的な使い方がされていることも特徴。これら挿入歌とテーマ曲は一部を除き全て日本出身のロックバンドthe pillowsが担当した。このアニメ曲の人気にあやかり、the pillowsは、米テキサス州オースティン市のSXSWフェスティヴァルにおいて米国コンサートデビューを果たすなどしている。北米版およびオーストラリア版DVDでは副音声で監督を務めた鶴巻和哉とアメリカ人スタッフによる日本語の音声解説が収録されている。作品制作における裏話や、場面ごとの解説が語られている。
『フリクリ』は2006年5月15日からバンダイチャンネルにおいて有料配信もされている他、2025年2月8日と15日には発売25周年を記念してYouTubeのKING AMUSEMENT CREATIVE公式チャンネルで期間限定の3話ずつ一挙プレミア公開された。
また『フリクリ』で登場する機関名フラタニティは、同じ鶴巻和哉監督作品である『トップをねらえ2!』にも登場している。さらに『トップをねらえ2!』でエキゾチックマニューバという言葉が登場するが、それと似たシステムが『フリクリ』にもあり、両作品の設定には若干の共通点が見られる。

## 登場人物
ナンダバ・ナオ太
声 - 水樹洵
小学6年生。常にクールに振舞い、時折生意気な発言や攻撃的な言動をするが、根は純情かつ繊細で照れ屋な極普通の少年。酸っぱいものや辛いものが苦手で、カレーは幼児向けの甘口しか食べられないほど。
当たり前の日常に辟易しながらも、普通でない事は起こらないのだと半ば諦観し、普通であることを望んでいる。アメリカへ野球留学中の兄・タスクの元恋人であるマミ美から真意の掴めない誘惑をされ、マミ美の傍にいつもいることを決意していることもあり、それを流されるままに受け入れている。ハル子にベースギターで殴られてから額に奇妙な角が生え、そこから様々な物が出てくるようになってしまう。いつもバットを持っているが振ろうとはしない。マミ美からは「タッくん」と呼ばれている。
カンチ
ハル子と共にナンダバ家にやって来たロボット。元々はナオ太の額から出現した物体の一つである。密かに高い戦闘能力を持っているが、家では雑用としてこき使われている。名前は炎の神「カンティード」から。
ハルハラ・ハル子
声 - 新谷真弓
ナオ太の前に突然現れた謎の「ベスパ女」。本名はハルハ・ラハル。自称19歳の「宇宙人」（マミ美の見立てでは20歳を過ぎている）。常にテンションが高く傍若無人で天然な性格。所持するベースギター（Rickenbacker 4001 Azureglo）は武器にもなり、その他様々な用途に使用される。ナオ太を利用して自らの野望の達成を目論んでいるが、少々内向的な面を持つナオ太を元気付けようとするなど、意外と世話好きな一面も時折見せている。看護師・メイド・バニーガールなど、劇中で最も多彩なコスチュームを着用する人物。左利き。
ハル子の愛車のベスパの型式はVespa180ss（Super Sport）。1960年代に数年間のみ生産されていた（約35000台）希少車種であり、生産中止から約40年が経過した現在では入手困難なスクーターの一つになっている。ただしハル子が乗るVespa180ssはサスペンション周りに若干だが改造が施されており、車体の色もイタリアンイエローと呼ばれるオレンジ色に近い黄色に塗装されているカスタム仕様である。なお、車体前部にある「P!」のマークについては「なぜ『P!』にしたのかはよく憶えていない」と監督である鶴巻本人が発言している（形状的にはピップフジモト株式会社の商標との類似性が見られる）。ナンバープレートは「マバセ56-56」。対して後記にあるアマラオの富士重工・ラビット301Bは「マバセ03-03」。ちなみに、EDに出てくるベスパは監督鶴巻和哉の私物である（撮影中に何度も倒したりしたため、壊れてしまったとのこと）。
サメジマ・マミ美
声 - 笠木泉
何かとナオ太に連れ添う女子高生。17歳。語尾に「っす」を付ける独特の口調で話す。未成年にもかかわらず喫煙者であり、NEVER KNOWS BESTと手書きされた煙草を吸う。ナオ太の兄であるタスクと交際していたが、タスクが留学先で新しい恋人を作ってしまった事で事実上失恋。その影響からか度々自暴自棄にも見える言動を繰り返し、ナオ太に"遊び"と称してちょっかいを出す。少々変わった性格のせいか孤独な一面があり、同級生から酷いいじめを受け、小学校に放火する。タスクと知り合うきっかけもまた放火事件であった。作中ではなぜかよくパンツが脱げる。写真撮影が趣味で、第二話ではオリンパスのカメラを使用、回によってカメラが異なる。
ニナモリ・エリ
声 - 伊藤実華
ナオ太のクラスメイトで学級委員長。父は市長というお嬢様だが、家庭は数々の問題を抱えている。一時ナオ太を意識していた。
マナベ・ガク & マサムネ・マサシ
声 - 宮島章 & 鈴木和人
両者共にナオ太のクラスメイト。噂好きである。
ミヤジ・ジュンコ
声 - 福井裕佳梨
ナオ太の担任教師。生徒達からは「ミヤジュン」と呼ばれている。「下品禁止！」が口癖。
ナンダバ・カモン
声 - 松尾スズキ
ナオ太の父。ちゃらんぽらんな性格の人物。時折テンションが上がり意味不明な発言を連発するが、根はオタク中年かつアナーキーであり、市長批判のミニコミ紙を発行するという硬派な一面を持つ。初対面のハル子に骨抜きにされてしまう。実は婿である。
ナンダバ・シゲクニ
声 - 糸博
ナオ太の祖父。元パン職人。
アマラオ
声 - 大倉孝二
特殊入国管理官。海苔のようなまゆ毛が特徴（実は本当に海苔を貼り付けている）。ハル子と過去に因縁を持つ。ナオ太と同じくカレーパンなどの辛い物が苦手で、甘いものが好物。コーヒーに大量に角砂糖を入れたり、美容院で飴をねだったりしている。
キツルバミ
声 - 千葉千恵巳
アマラオ管理官の部下。そばかすがチャームポイント。

## OVA
キングレコードからDVDとVHSで同時リリースされた。各巻1話25分（最終巻のみ31分）収録で全6話。DVDの初回盤は紙製パッケージにパッケージ色に合わせたジュエルケースに入ったDVDと解説書が同梱されていた（通常版はプラスチック製のトールケース）。
Vol.1「フリクリ」（2000年4月26日発売、DVD：KIBA-478、VHS：KIVA-478）
副題は、スタジオミュージシャンの作ったアルバム『Fooly Cooly』より。
Vol.2「ファイスタ」（2000年6月21日発売、DVD：KIBA-479、VHS：KIVA-479）
副題は、The Prodigyの「Firestarter」から引用した劇中のゲームタイトルから。
Vol.3「マルラバ」（2000年8月23日発売、DVD：KIBA-480、VHS：KIVA-480）
副題は、『長靴をはいた猫』に登場するカラバ公爵をフランス読みにした架空の領主「マルキ・ド・カラバ」より。
Vol.4「フリキリ」（2000年10月25日発売、DVD：KIBA-481、VHS：KIVA-481）
副題は、「振り切り」より。ナオ太が実際に落下してくる衛星に向けてバットを振る回である。
Vol.5「ブラブレ」（2000年12月21日発売、DVD：KIBA-482、VHS：KIVA-482）
副題は、「Brittle Bullet」（もろい弾丸）、ナオ太の言動から。
また、この回ではナオ太がカンチを操っていたのではなく、弾丸の一つとして使用されていたに過ぎないと明らかになる。
Vol.6「フリクラ」（2001年3月16日発売、DVD：KIBA-483、VHS：KIVA-483）
副題は、「FLCLimax」より。
フリクリ MUSIC DVD（2005年5月11日発売、DVD：KIBA-1195）
the pillowsの曲にフリクリの映像をつけたオリジナルのミュージッククリップ集
フリクリ DVD-BOX（2005年8月13日発売、3枚組DVD：KIBA-91196〜8）
第1話から第6話及び各種特典を付けたDVD BOXセット
FLCL Blu-ray BOX（2010年8月18日発売、2枚組BD：KIXA-90046〜7）
第1話から第6話及び各種特典（海外版DVD用に収録されたオーディオ・コメンタリー副音声、映像特典としてMUSIC DVDの映像を含む）を付けたBD BOXセット
紙製パッケージにお菓子のようにパッキングされてジュエルケースが入っているなど凝った作りになっている。
FLCL Blu-ray BOX（2016年11月23日発売、2枚組BD：KIXA-686～7）
廉価版BD。

### スタッフ
- 企画・原作 - ガイナックス ※2015年より原作権はProduction I.Gが保有。
- 製作 - 大月俊倫（キングレコード）、石川光久（Production I.G）、山賀博之（ガイナックス）
- 監修 - 庵野秀明（ノークレジット・DVD-BOXで明かされた）
- 原案・監督 - 鶴巻和哉
- キャラクターデザイン・ビジュアルコンセプト - 貞本義行
- 美術監督 - 小倉宏昌
- 色彩設計 - 高星晴美
- 編集 - 浅野真樹子
- 音楽 - 光宗信吉、the pillows
- 音響プロデューサー - なかのとおる
- 効果 - 野口透（アニメサウンド）
- 録音調整 - 内田直継
- 録音助手 - 伊藤晋子
- 録音スタジオ - HALF H・P STUDIO
- 録音制作担当 - 藤田亜紀子
- 録音制作 - HALF H・P STUDIO
- プロデューサー - 佐藤雅信（キングレコード）、西沢正智（Production I.G）、佐藤裕紀（ガイナックス）
- アニメーション制作 - Production I.G、ガイナックス

### 主題歌
「Ride on shooting star」
作詞・作曲 - 山中さわお / 編曲 - the pillows、吉田仁、鈴木淳 / 歌 - the pillows
- ED原画 - 大塚伸治、清水恵子、山口賢一、西尾鉄也、中山勝一、石浜真史

### 各話リスト
| 話数 | サブタイトル | 脚本     | 絵コンテ                   | 演出     | 作画監督                          | 設定                         |
| ---- | ------------ | -------- | -------------------------- | -------- | --------------------------------- | ---------------------------- |
| 1    | フリクリ     | 榎戸洋司 | 鶴巻和哉 今石洋之 吉成曜   | 大塚雅彦 | 平松禎史                          | 平松禎史 末冨慎治 吉成曜     |
| 2    | ファイスタ   | 榎戸洋司 | 摩砂雪                     | 安藤健   | 今石洋之                          | 今石洋之 末冨慎治            |
| 3    | マルラバ     | 榎戸洋司 | 佐伯昭志                   | 佐伯昭志 | 平松禎史                          | 平松禎史 吉成曜              |
| 4    | フリキリ     | 榎戸洋司 | 小倉陳利                   | 大塚雅彦 | 小倉陳利 庵野秀明（友情メカ作監） | 小倉陳利 末冨慎治            |
| 5    | ブラブレ     | 榎戸洋司 | 今石洋之                   | 佐伯昭志 | 今石洋之                          | オギミツム 今石洋之 平松禎史 |
| 6    | フリクラ     | 榎戸洋司 | 鶴巻和哉 平松禎史 今石洋之 | 大塚雅彦 | 平松禎史                          | 平松禎史                     |

### 受賞歴
2003年のファンタジア国際映画祭において、観客投票部門でベストアニメーション映画賞の銅賞を受賞。

## 関連商品

### サウンドトラックCD
いずれもキングレコードから発売。
- フリクリNo.1 アディクト （2000年10月4日発売、KICA-518） - Vol.1からVol.3で使用された楽曲集。
- フリクリNo.2 海賊王 （2001年7月25日発売、KICA-544） - Vol.4からVol.6で使用された楽曲集およびCDドラマ。
- フリクリNo.3 （2005年6月8日発売、KICA-695） - the pillowsが自ら選曲した楽曲集。日米同時発売。

### ムック
原画集「GROUNDWORK OF FLCL」
ガイナックスより2001年7月13日発売。A4判、約200ページ。ISBN 978-4903713038。
フリクリズム フリクリ デザインワークス
角川書店より2001年9月25日発売。ニュータイプ編集。2冊組。ISBN 4-04-853208-1。
フリクリ画（え）コンテ集
ガイナックスより2005年9月30日発売。A5判、888P。ISBN 978-4903713113。
フリクリズム プラス プラス
ムービックより2010年9月30日発売。フリクリズムの増補版。ISBN 978-4896017823。
フリクリアーカイブス
スタイルより2016年11月発売。ISBN 978-4902948202。

### 小説
角川スニーカー文庫（角川書店）から全3巻が刊行された。企画・原作：GAINAX、著：榎戸洋司、イラスト：鶴巻和哉・今石洋之。アニメでは明かされなかった設定が披露されている。例えば、ナオ太の母がハル子の同僚であるといった点である。また、アニメの特殊な描写がないため、大人たちの不完全さが明確に書かれている。ニナモリの風呂をのぞく場面で、不審者そのものの発言をするカモン。マミ美に嫌味を言うシゲクニ。忘れ物をして泣き出した子供を噓泣きと断じ、はやし立てるような歌を歌う担任のミヤジ。部下へのセクハラが明確に表現されるアマラオ。特殊入国管理官になったのはただ本物の武器を扱いたかっただけのミリオタで、いざカンチを目の前にすると失禁してしまったキツルバミなどである。
- 第1巻 2000年6月1日発売 （ISBN 4-04-423601-1）
- 第2巻 2000年10月1日発売 （ISBN 4-04-423602-X）
- 第3巻 2001年3月1日発売 （ISBN 4-04-423603-8）

### 漫画
「月刊マガジンZ」（講談社）に連載された後、マガジンZKCから全2巻が刊行された。原作：GAINAX、漫画：ウエダハジメ。アニメとは設定やストーリーが異なる上、雑誌掲載時とも内容が異なる。2007年には新装版が講談社BOXから、2012年には文庫版が星海社文庫から発売。新装版および文庫版には、DVD-BOXに収録された書下ろしである“The Fourth Studio”が収められている。
マガジンZKC版
- 第1巻 2000年10月23日発売 （ISBN 4-06-349034-3）
- 第2巻 2001年8月23日発売 （ISBN 4-06-349062-9）

講談社BOX版
- フリクリ（上） 2007年5月7日発売 （ISBN 978-4-06-283616-6）
- フリクリ（下） 2007年6月4日発売 （ISBN 978-4-06-283617-3）

星海社文庫版
- フリクリ（上） 2012年1月10日発売 （ISBN 978-4-06-138925-0）
- フリクリ（下） 2012年2月10日発売 （ISBN 978-4-06-138926-7）

- アニメ版との相違点の一部
  - ナオ太の攻撃的な面と繊細な面が強調されている。
  - ナオ太は何者かに命を狙われている。
  - ナオ太の義祖母（シゲクニの旧友）が登場する。
  - シゲクニと義祖母の過去が追加されている。
  - カモンは物語の途中で死亡する。
  - アマラオとキツルバミが3コマ（連載時は1コマ）しか登場しない。

### ゲーム
スーパーロボット大戦X-Ω
iOS / Android用アプリゲーム。
ロボットアニメが多数登場するクロスオーバー作品。2018年9月より、第4期参戦作品として追加登場。
カンチがプレイアブルキャラクターとして登場するほか、シナリオには何名かのキャラクターも登場する。

### その他
フリクリックノイズ
鶴巻和哉・貞本義行著、2010年8月11日発売、太田出版（ISBN 978-4778312220）
監督・鶴巻和哉とキャラクターデザイン・貞本義行による、フリクリを振り返る座談会の記録。

## 劇場アニメ
2016年3月25日、『フリクリ』の続編をProduction I.Gと米国アダルトスイムが共同制作すると発表された。スーパーバイザー：鶴巻和哉、キャラクター原案：貞本義行、総監督：本広克行、脚本：岩井秀人、米国では放送を2018年6月にプログレ、9月にオルタナが放送。それぞれ全6話。日本では劇場用アニメとして2018年9月7日から9月27日まで『フリクリ オルタナ』、同年9月28日から10月18日まで『フリクリ プログレ』の2作品が上映された。。なお、本作の原作権は2015年にガイナックスからProduction I.Gに譲渡されている。

### キャスト

#### 原版
オルタナ
- ハルハラ・ハル子 - 新谷真弓
- 河本カナ - 美山加恋
- 辺田友美（ペッツ） - 吉田有里
- 矢島聖（ヒジリー） - 飯田里穂
- 本山満（モッさん） - 田村睦心
- 須藤完 - 小西克幸
- 佐々木門 - 永塚拓馬
- 相田弁 - 鈴木崚汰
- 河本静香 - 伊藤美紀
- 河本文太 - 真坂美帆
- デニス用賀 - 森功至
- 木滝真希 - 松谷彼哉
- 神田束太 - 青山穣

プログレ
- ハルハ・ラハル - 林原めぐみ
- ジンユ - 沢城みゆき
- 雲雀弄ヒドミ - 水瀬いのり
- 井出交 - 福山潤
- 森吾郎 - 村中知
- マルコ野方 - 中澤まさとも
- アイコ - 黒沢ともよ
- 雲雀弄ヒナエ - 井上喜久子
- マスラオ - 大倉孝二
- アイパッチ - 菅生隆之
- 屯吉 - 浦山迅
- 花枝タミ - 鈴木れい子

### スタッフ（劇場アニメ）
|                           | オルタナ                                      | プログレ                                                              |
| ------------------------- | --------------------------------------------- | --------------------------------------------------------------------- |
| 総監督                    | 本広克行                                      | 本広克行                                                              |
| 監督                      | 上村泰                                        | 荒井和人、海谷敏久、小川優樹 井端義秀、末澤慧、博史池畠               |
| 副監督                    | 鈴木清崇                                      | -                                                                     |
| スーパーバイザー          | 鶴巻和哉                                      | 鶴巻和哉                                                              |
| 脚本                      | 岩井秀人                                      | 岩井秀人                                                              |
| キャラクター原案          | 貞本義行                                      | 貞本義行                                                              |
| キャラクターデザイン      | 高橋裕一                                      | 久保田誓                                                              |
| サブ キャラクターデザイン | 米山舞                                        | -                                                                     |
| メカデザイン              | 押山清高（スタジオドリアン）                  | 押山清高（スタジオドリアン）                                          |
| プロップデザイン          | 細越裕治 秋篠Denforword日和（Aki Production） | 村山章子、久原陽子                                                    |
| 衣装デザイン              | -                                             | 谷口宏美                                                              |
| 美術監督                  | 藤井綾香                                      | 荒井和浩                                                              |
| 色彩設計                  | 中村千穂                                      | 有澤法子                                                              |
| CGディレクター            | さいとうつかさ                                | 高柳陽                                                                |
| 撮影監督                  | 田中宏侍                                      | 頓所信二                                                              |
| 編集                      | 神宮司由美                                    | 濱宇津妙子                                                            |
| 音楽監督・音楽            | R・O・N                                       | R・O・N                                                               |
| 音響監督                  | なかのとおる                                  | なかのとおる                                                          |
| 主題歌：the pillows       | 「Star overhead」                             | 「Spiky Seeds」                                                       |
| アニメーション制作        | Production I.G NUT REVOROOT                   | Production I.G（第1、3、4、6話） GoodBook（第2話） Signal.MD（第5話） |
| 配給                      | 東宝映像事業部                                | 東宝映像事業部                                                        |
| 製作                      | 劇場版フリクリ製作委員会                      | 劇場版フリクリ製作委員会                                              |
| 英語版スタッフ            |                                               |                                                                       |
| English Adaptation        | NYAV Post                                     | NYAV Post                                                             |
| English ADR Directors     | Michael Sinterniklaas Stephanie Sheh          | Michael Sinterniklaas Stephanie Sheh                                  |
| Translation               | Shizuki Yamashita                             | Shizuki Yamashita                                                     |
| Production Manager        | Clark Cheng                                   | Clark Cheng                                                           |

### 各話リスト（劇場アニメ）
| フリクリ オルタナ | フリクリ オルタナ | フリクリ オルタナ | フリクリ オルタナ | フリクリ オルタナ        | フリクリ オルタナ | フリクリ オルタナ                           | フリクリ オルタナ |
| 話数              | サブタイトル      | 脚本              | 監督              | 絵コンテ                 | 演出              | 作画監督                                    | 総作画監督        |
| ----------------- | ----------------- | ----------------- | ----------------- | ------------------------ | ----------------- | ------------------------------------------- | ----------------- |
| #1                | フラメモ          | 岩井秀人          | 上村泰            | 上村泰、谷口宏美         | 上村泰            | 高橋裕一                                    | -                 |
| #2                | トナブリ          | 岩井秀人          | 上村泰            | 鈴木清崇                 | 鈴木清崇          | 杉本里菜                                    | 高橋裕一          |
| #3                | フリコレ          | 岩井秀人          | 上村泰            | 木村延景                 | 木村延景          | 後藤圭佑                                    | -                 |
| #4                | ピタパト          | 岩井秀人          | 上村泰            | 宍戸淳、谷口宏美、上村泰 | 宍戸淳            | 谷口宏美                                    | -                 |
| #5                | フリステ          | 岩井秀人          | 上村泰            | 小嶋慶祐                 | 鈴木清崇          | 小嶋慶祐                                    | -                 |
| #6                | フルフラ          | 岩井秀人          | 上村泰            | 藤井俊郎                 | 藤井俊郎          | 緒方歩惟、高橋裕一                          | 高橋裕一          |
| フリクリ プログレ |                   |                   |                   |                          |                   |                                             |                   |
| #1                | サイスタ          | 岩井秀人          | 荒井和人          | 荒井和人                 | 荒井和人          | 久保田誓                                    | -                 |
| #2                | フリハニ          | 岩井秀人          | 海谷敏久          | 海谷敏久                 | 海谷敏久          | 高橋英樹                                    | -                 |
| #3                | ミズキリ          | 岩井秀人          | 小川優樹          | 小川優樹                 | 須之内祐典        | 鈴木明日香、東島久志 もろゆき沙羅、田中什造 | -                 |
| #4                | ラリルレ          | 岩井秀人          | 井端義秀          | 井端義秀                 | 井端義秀          | 石毛理恵、安西俊之、鈴木かんち              | -                 |
| #5                | フルプラ          | 岩井秀人          | 末澤慧            | 末澤慧                   | 末澤慧            | 末澤慧、近藤圭一、中原久文                  | -                 |
| #6                | アワラン          | 岩井秀人          | 博史池畠          | 博史池畠                 | 博史池畠          | 片桐貴悠、鈴木明日香 中山みゆき、山口飛鳥   | -                 |